# 中國香港三項鐵人總會
中国香港三項鐵人總會（英語：Triathlon Association of Hong Kong, China）是專門管轄香港三項鐵人、陸上兩項鐵人和水陸兩項鐵人事務的組織。該組織成立於1984年。現時，中国香港三项铁人总会是國際鐵人三項聯盟和亞洲三項鐵人協會的成員，旗下的主要比賽有水陸兩項鐵人聯賽、 陸上兩項鐵人聯賽以及分齡組三項鐵人賽等。

## 資料來源
1. ↑  .   [2013-12-28]. （原始内容存档于2013-12-30）.

## 外部連結
- 官方网站 （页面存档备份，存于）